# Crotonia cophinaria
Crotonia cophinaria är en kvalsterart som först beskrevs av Michael 1908.  Crotonia cophinaria ingår i släktet Crotonia och familjen Crotoniidae. Inga underarter finns listade i Catalogue of Life.